# Television i Sovjetunionen
Televisionen i Sovjetunionen organiserades av Sovjetiska kommittén för televisions- och radiosändningar, (USSR Gosteleradio, Государственный комитет по телевидению и радиовещанию СССР, Гостелерадио СССР) som var det styrande organet för sovjetisk television och radio. De centralt producerade sändningarna indelades länge i fyra kanaler varav två hade hela nationen som målgrupp och en var mer utpräglat Moskvainriktad. Utöver dessa sändningar förekom även lokala kanaler för de olika delrepublikerna. De lokala kanalerna sände omväxlande på ryska och på det lokala språket.
Sovjetisk TV var, liksom alla andra media, statsägd och hölls under strikt kontroll av censuren. En sovjetisk kanal var "Время", (Vremya), där bland annat den berömda lokala artisten Eduard Khil framträdde ofta. Här sändes också propaganda med jämna mellanrum, bland annat fick tittaren se hur det såg ut i de sovjetiska skolorna.

## Historik
Före andra världskriget förekom framför allt testsändningar och enstaka ordinarie sändningar, men i december 1945 började man åter med regelbundna sändningar och 1948 antogs en signalstandard baserad på 625 linjer.